# Louis van Laar
Louis van Laar (Utrecht, 11 januari 1882 – Berlijn, 6 december 1926) was een Nederlands violist.
Hij was zoon van koopman Philip van Laar en Mietje de Jong.
Hij kreeg zijn opleiding aan de Maatschappij tot Bevordering der Toonkunst van Gerard Veerman (viool) en Johan Wagenaar (muziektheorie). Hij zette zijn studie voort bij Henri Marteau aan het conservatorium van Genève. In 1904 behaalde hij aldaar "Le grand prix avec distinction". Daarop werd hij benoemd tot docent aan genoemd conservatorium en werd daarbij ook assistent van Mateau. Toen Joseph Joachim in 1907 afscheid nam van het Conservatorium van Berlijn, gingen Marteau en Van Laar daar aan de slag. Van Laar maakte deel uit van strijkkwartetten rondom Marteau en Marix Loevensohn. Hij trad op soloviolist in meerdere Europese steden. Hij was er voorts hoofdleraar aan de Stern'sches Konservatorium.
Hugo Leichtentritt droeg zijn opus 1, Strijkkwartet in F majeur (1913) aan het strijkkwartet van Loevensohn op.
Van Laar overleed aan hartfalen op de avond nadat hij had opgetreden met het in 1925 naar hem genoemde strijkkwartet met Hans Ortleb, Manuel Steuer en Ernst Silberstein. De ziekte had hem al maanden thuisgehouden, maar hij wilde toch concerteren op 6 december 1926 en overleed vlak daarna. Hij werd op 10 december 1926 in Berlijn-Wilmersdorf gecremeerd.